# Dehesas de Guadix
Dehesas de Guadix – gmina w Hiszpanii, w prowincji Grenada, w Andaluzji, o powierzchni 56,95 km². W 2011 roku gmina liczyła 486 mieszkańców.
To miasto znajduje się na północ od Hoya de Guadix, nad brzegiem rzeki Guadahortuna i na równinie rozciągającej się u podnóża wzgórza San Bernardino.